# Jan Jozef Peeters
Jan Jozef Peeters (Antwerpen, 24 maart 1804 - aldaar, 8 april 1885) was houtsnijder.
Veel over zijn jeugd en opleiding is niet bekend, maar hij bracht het tot deken van de Antwerpse beeldhouwers en in zijn atelier werden talrijke houten heiligenbeelden, altaren en kerkmeubelen vervaardigd. Hij werkte daarbij ook samen met Noord-Brabantse meubelmakers bij het inrichten van de kerken te Erp, Udenhout, Den Dungen en Waspik. 
De stijl waarin hij werkte was de neobarok. De beelden hadden wijde kleding met veel plooien, en heftig gesticulerende gebaren.
Peeters was leermeester van Jan Van Arendonck, Lodewijck Jacobin en Joseph Ducaju.
- RKD-Nederlands Instituut voor Kunstgeschiedenis: 93890